# 穴澗
穴澗（あなま）は、北海道根室振興局色丹郡色丹村の集落。ロシア名はクラボザヴォーツク（ロシア語: Крабозаводское, ’蟹工場の町’の意）で、ロシアの行政地区ではサハリン州南クリル管区に位置する。
択捉島のヤースヌイ空港と国後島のメンデレーエフ空港を結ぶヘリコプター便のヘリポートが設けられている（同ヘリポートは日本の航空法に基づく設置ではない）。
2019年7月中旬、ロシア水産会社大手「ギドロストロイ」が建設した、ロシア最大級の水産加工工場が稼働する予定で、稼働式典ではウラジーミル・プーチン大統領がテレビ中継で参加した。日本の拿捕漁船乗組員の収容所があることで知られる。
村内では住宅の老朽化が問題となっている。色丹島は自然が豊かで、保護区が広いことから大規模な工事をしにくいことが背景にあるほか、同じ「南クリル地区」にあり、人口が多い国後島に予算や資材が優先されているという不満もある。